# Christian-Ernest de Saxe-Cobourg-Saalfeld
Christian-Ernest (18 août 1683, Saalfeld – 4 septembre 1745, Saalfeld) est duc de Saxe-Saalfeld de 1729 à 1735, puis de Saxe-Cobourg-Saalfeld, de 1735 à sa mort.

## Biographie
Fils de Jean-Ernest de Saxe-Saalfeld et de sa première épouse, Sophie-Hedwige de Saxe-Mersebourg, il épouse morganatiquement Christiane-Frédérique de Koss le 18 août 1724. Son frère cadet François-Josias tente de le faire déshériter à cette occasion, sans succès. Christian-Ernest meurt sans descendance en 1745 et François-Josias lui succède.